# Tumuli van Noirmont
De Tumuli van Noirmont (lokaal aangeduid met Champ des Tombes) zijn twee Gallo-Romeinse grafheuvels bij Chastre in de Belgische provincie Waals-Brabant. De heuvels liggen in het zuidelijk deel van de plaats. Ze liggen ongeveer halverwege in de velden tussen de nabijgelegen wegen Rue des Tombes Romaines en de Rue du Tumulus. Een buurtschap ten westen van de tumuli heet toepasselijk Tumuli. Ten zuiden van de Tumuli van Noirmont ligt de plaats en deelgemeente Cortil-Noirmont.
De heuvels gaan terug tot de 2e eeuw n.Chr. en liggen direct naast elkaar.
In 1840 werden de graven onderzocht door onderzoekers, maar het mocht niet baten. Uiteindelijk werden de heuvels in 1870-1874 opgegraven waarbij voorwerpen aangetroffen werden die de wetenschappelijke wereld lieten verbazen. De drie belangrijkste stukken waren:
- Een oenochoë, beschouwd als meesterwerk
- Een schelp van barnsteen
- hagedis bergkristal

Daarnaast ook:
- Blauwe glazen flessen
- Een zilveren lepel